# یوهان لندزبرگ
 یوهان لندزبرگ (انگلیسی: Johan Landsberg؛ زاده ۳۰ دسامبر ۱۹۷۴) یک تنیس‌باز اهل سوئد است. 